# Чезаре Валінассо
Чезаре Валінассо (італ. Cesare Valinasso, 27 листопада 1909, Турин — 4 квітня 1990, Турин) — італійський футболіст, що грав на позиції воротаря.
Виступав, зокрема, за клуб «Ювентус». Дворазовий чемпіон Італії.

## Ігрова кар'єра
У дорослому футболі дебютував 1928 року виступами за команду «Реджина», в якій провів один сезон, взявши участь у 6 матчах чемпіонату.
Згодом з 1930 по 1933 рік грав у складі команд «Новеллара» та «Б'єллезе».
У 1933 році приєднався до складу «Ювентуса». Перший час був резервістом Джанп'єро Комбі, але коли той завершив кар'єру в 1934 році, Валінассо на два сезони став основним воротарем «старої синьйори». Двічі виборював титул чемпіона Італії в 1934 (5 матчів) і 1935 (30 матчів) роках. У сезоні 1934/35 встановив рекорд за кількістю сухих хвилин у Серії А, що протримався майже 30 років. Позитивна серія розпочалася в січні 1935 року з матчу «Ювентус» — «Мілан» (1:0) і завершилась у дербі проти «Торіно» (3:1). Загалом рекордна серія становила 681 хвилину і була побита у сезоні 1962/63 воротарем «Інтера» Оттавіо Бугатті.
Влітку 1935 року виступав у складі «Ювентуса» в Кубку Мітропи. Туринський клуб пройшов в 1/8 фіналу «Вікторію» (Плзень) (3:3, 5:1) і в 1/4 фіналу «Хунгарію» (3:1, 1:1). У півфіналі «Ювентус» зустрічався з празькою «Спартою» і поступився в додатковому матчі (0:2, 3:1, 1:5).
В 1936 році був проданий у «Рому», де був дублером Гвідо Мазетті. В 1937 році зіграв у фіналі Кубка Італії, в якому римська команда поступилась «Дженоа 1893» з рахунком 0:1.
Протягом 1938—1942 років захищав кольори клубів нижчих дивізіонів «Венеція», «Сантія» та «Б'єллезе».
Помер 4 квітня 1990 року на 81-му році життя у місті Турин.

## Статистика виступів

### Статистика виступів у кубку Мітропи
| №                      | Розіграш               | Стадія                 | Дата та місце проведення | Команда 1              | Рахунок                                            | Команда 2           | Голи та інші дії |
| ---------------------- | ---------------------- | ---------------------- | ------------------------ | ---------------------- | -------------------------------------------------- | ------------------- | ---------------- |
| 1                      | 1935                   | 1/8                    | 16.06.1935, Плзень       | Вікторія (Пльзень)     | 3:3 [Архівовано 15 жовтня 2020 у Wayback Machine.] | Ювентус             |                  |
| 2                      | 1935                   | 1/8                    | 23.06.1935, Турин        | Ювентус                | 5:1 [Архівовано 13 жовтня 2020 у Wayback Machine.] | Вікторія (Пльзень)  |                  |
| 3                      | 1935                   | 1/4                    | 30.06.1935, Будапешт     | Хунгарія (Будапешт)    | 1:3 [Архівовано 4 травня 2021 у Wayback Machine.]  | Ювентус             |                  |
| 4                      | 1935                   | 1/4                    | 6.07.1935, Турин         | Ювентус                | 1:1 [Архівовано 4 травня 2021 у Wayback Machine.]  | Хунгарія (Будапешт) |                  |
| 5                      | 1935                   | 1/2                    | 16.07.1935, Прага        | Спарта (Прага)         | 2:0 [Архівовано 4 травня 2021 у Wayback Machine.]  | Ювентус             |                  |
| 6                      | 1935                   | 1/2                    | 21.07.1935, Турин        | Ювентус                | 3:1 [Архівовано 4 травня 2021 у Wayback Machine.]  | Спарта (Прага)      |                  |
| 7                      | 1935                   | 1/2, перегр.           | 28.07.1935, Базель       | Спарта (Прага)         | 5:1 [Архівовано 13 жовтня 2020 у Wayback Machine.] | Ювентус             |                  |
| Всього у кубку Мітропи | Всього у кубку Мітропи | Всього у кубку Мітропи | Всього у кубку Мітропи   | Всього у кубку Мітропи | 7                                                  |                     | -14              |

## Титули і досягнення
- Чемпіон Італії (2):

«Ювентус»: 1933–1934, 1934–1935
- Фіналіст Кубка Італії (1):

«Рома»: 1936–1937